# Старонижестеблијевскаја
Старонижестеблиевскаја (рус. Старонижестеблиевская) насељено је место руралног типа (станица) на југозападу европског дела Руске Федерације. Налази се у западном делу Краснодарске покрајине и административно припада њеном Красноармејском рејону.
Према подацима националне статистичке службе РФ за 2010, станица је имала 10.260 становника.

## Географија
Станица Старонижестеблиевскаја се налази у западном делу Краснодарске покрајине, односно на крајњем југу Кубањско-приазовске степе. Лежи на надморској висини од око 7 метара. Село се налази на око 58 км северозападно од покрајинског административног центра, града Краснодара, односно на око 20 км источно од рејонског центра, станице Полтавскаје.
Кроз село пролази деоница железничке пруге на релацији Тимашјовск−Кримск.

## Историја
Нижестеблиевско насеље основали су 1794. припадници црноморског козачког одреда, а садашње име носи од 1815. године.
У периоду 1934—1953. станица Старонижестеблијевскаја била је административни центар тадашњег Ивановског рејона.

## Демографија
Према подацима са пописа становништва 2010. у селу је живело 10.260 становника.
| 1959. | 1979.  | 1989. | 2002.  | 2010.  |
| ----- | ------ | ----- | ------ | ------ |
| 9.410 | 10.655 | [ 2 ] | 10.340 | 10.260 |